# Cryptodaphne kilburni
Cryptodaphne kilburni é uma espécie de gastrópode do gênero Cryptodaphne, pertencente à família Raphitomidae.